# Турольд
Туро́льд (кон. XI — нач. XII вв) — предположительное имя автора героической поэмы «Песнь о Роланде», которая написана в начале XII века. Самая ранняя из дошедших до нашего времени редакций «Песни» — Оксфордская рукопись, написанная около 1170 или 1180 г. В последней строке этой рукописи сказано:
Ci fait la geste que Turoldus declinet
.
Turoldus, Турольд — личное имя германского происхождения, довольно часто встречающееся в XI—XII веках. Начало строки, скорее всего, означает «так кончается», но все остальное спорно и неясно. Не вполне понятно даже, означает ли «la geste» собственно «жесту», поэму, или этот термин подразумевает «Gesta Francorum», «Деяния франков», на которые в других местах произведения поэт ссылается в качестве источника. «Declinet» — глагол со слишком расплывчатым значением. Данное слово понимали как «сочиняет», «поет», «исполняет», «переписывает» или «переводит». У каждой интерпретации есть некие основания, но в целом трудно объяснить, почему в том месте, где логично было бы ожидать форму прошедшего времени, употреблено настоящее.
Отсюда вытекают два предположения:
- Турольд — это автор «Деяний франков», которые поэт мог переложить стихами, переведя — несомненно, достаточно вольно — с латыни
- Турольд — имя самого поэта, вполне резонно называющего своё произведение «жестой».

Из этих двух вариантов второй более похож на правду, поскольку поэт-аристократ скорее бы сообщил нам своё собственное имя, а не имя автора, послужившего ему источником, особенно в таком значимом месте, как последняя строка поэмы. Более того, в другом месте поэт называет автором использованной им книги св. Эгидия.
В качестве претендентов предлагались четыре исторических лица, носивших такое имя:
- Турольд, аббат Питерборо, племянник Одо из Байё, умерший в 1098 году и имевший репутацию «чрезвычайно сурового человека».
- бенедиктинец Турольд, аббат монастыря св. Колумбана, живший в то же самое время.
- Турольд из Энвермея, епископ Байё с 1097 по 1104 год, которого папа Гонорий I считал «недостаточно преданным вере».
- был обнаружен и четвёртый Турольд, живший около 1128 года в Туделе (Наварра).

Если поэма, что вполне возможно, была написана в первые годы царствования Генриха II Боклерка, ни один из перечисленных кандидатов не подходит, за исключением последнего, о котором, впрочем, почти ничего не известно. С достаточной степенью уверенности можно только полагать, что Турольд был норманном, поскольку, хотя такое имя встречается и в Бретани, и в Испании, и в Святой Земле, его носитель всегда норманн, родом из Нормандии или Англии.
Само по себе нормандское имя Турольд предположительно является вариантом древнескандинавского имени Торольв (Þórólfr), образованного от имени бога Тора (Þórr) и слова «волк» (úlfr), т. е. «волк Тора».